# 努瓦龙苏热夫雷
努瓦龙苏热夫雷（法語：Noiron-sous-Gevrey，法語發音：[nwaʁɔ̃ su ʒəvʁɛ]，意为“热夫雷下方的努瓦龙”）是法国科多尔省的一个市镇，属于第戎区。

## 地理
努瓦龙苏热夫雷（47°11'37"N, 5°4'48"E）面积6.56 平方千米，位于法国勃艮第-弗朗什-孔泰大區科多尔省，该省份为法国中东部省份，北起奥布省，西接涅夫勒省和约讷省，南至索恩-卢瓦尔省，东南接汝拉省，东临上索恩省，东北部与上马恩省接壤。
与努瓦龙苏热夫雷接壤的市镇（或旧市镇、城区）包括：科尔塞勒莱西托、索隆拉沙佩勒、萨武日、巴尔日、布鲁万东、伊泽尔。

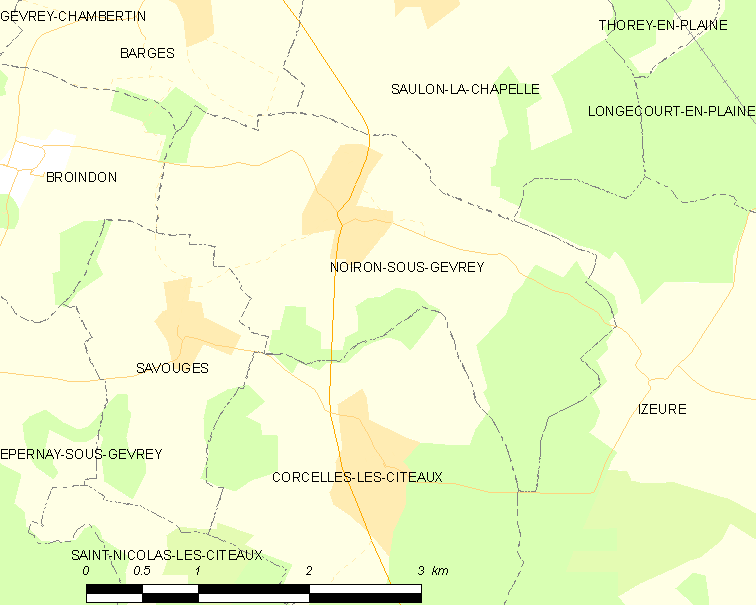
努瓦龙苏热夫雷的OSM定位图

努瓦龙苏热夫雷的时区为UTC+01:00、UTC+02:00（夏令时）。

## 行政
努瓦龙苏热夫雷的邮政编码为21910，INSEE市镇编码为21458。

## 政治
努瓦龙苏热夫雷所属的省级选区为尼伊圣乔治县。

## 人口

1962-2008年间努瓦龙苏热夫雷人口变化图示

努瓦龙苏热夫雷于2022年1月1日时的人口数量为1143人。